# غنوة بوتو
غنوة بوتو (بالأردوية: غنویٰ بھٹو)‏، هي سياسية باكستانية من أصل لبناني-سوري، وأرملة مرتضى بوتو شقيق بينظير بوتو. وكانت الزوجة الثانية لمرتضى بوتو، وزوجة أبو فاطمة بوتو.
قاطعت عائلة بوتو غنوة إثر اتهامها بينظير وزوجها آصف علي زرداري بالتآمر في اغتيال مير مرتضى سنة 1996. كما اتهمت بينظير وزرداري بالفساد. وقد ألقي القبض على زرداري كمشتبه به في قتل مرتضى، إلا أنه أُطلِق سراحه لاحقاً لانعدام الأدلة. وللآن لم يتم التوصل لقتلة زوجها.
في 1997، هددت غنوة معقل بوتو السياسي بتشكيلها حزب الشعب الباكستاني (شهيد بوتو) الذي ترأسته، وترشحت للبرلمان عن لاركانا في 3 فبراير 1997. أقنعت بينظير والدتها نصرت بوتو، التي كانت في حينها رئيسة حزب الشعب الباكستاني، أن تنافسها في نفس الدائرة الانتخابية. وبالرغم من إصابة نصرت بوتو في ذلك الوقت بمرض آلزهايمر، إلا أن غنوة خسرت أمامها.
قبل زواجها من مرتضى، كانت غنوة راقصة ومعلمة باليه.
وفي 2002، رفضت سلطات الانتخابات الباكستانية أوراق غنوة للترشح في انتخابات 10 أكتوبر. سبب رفض غنوة كان عدم حصولها على مؤهل جامعي. وفي أغسطس 2007 اجتازت غنوة امتحان البكالوريوس من جامعة البنجاب في القسم الأول بدرجة 526. غنوة، بالسجل # 86604، ظهرت كمرشح خاص. ولكي تتأهل للترشح في الانتخابات، اختارت غنوة أخد امتحان جامعة البنجاب لأن نتائجه تُعلن قبل نهاية شهر أغسطس، قبل الانتخابات.
وحين أغتيلت بينظير في 27 ديسمبر 2007، وضعت غنوة خلافاتهما جانباً، وحضرت الجنازة مع ابنة زوجها فاطمة.

## الهامش
1. 1 2 3  Elections Come To Pakistan نسخة محفوظة 24 أكتوبر 2013 على موقع واي باك مشين. "نسخة مؤرشفة". مؤرشف من الأصل في 2013-10-24. اطلع عليه بتاريخ 2016-07-20.{{استشهاد ويب}}:  صيانة الاستشهاد: BOT: original URL status unknown (link)
2. 1 2  Bhutto's Body Flown To Ancestral Village نسخة محفوظة 03 مارس 2016 على موقع واي باك مشين.
3. ↑  On trip to release book on Bhuttos,Fatima on song نسخة محفوظة 12 فبراير 2015 على موقع واي باك مشين.
4. ↑  Political Parties In Pakistan نسخة محفوظة 16 سبتمبر 2017 على موقع واي باك مشين.
5. ↑  Ghinwa Bhutto passes in first division نسخة محفوظة 2020-04-05 على موقع واي باك مشين.